# Shi Huang Di
Shi Huang Di è il quinto album in studio del gruppo musicale symphonic power metal italiano Thy Majestie, pubblicato nel settembre 2012.

## Tracce
1. Zhongguo
2. Seven Reigns
3. Harbinger of a New Dawn
4. Siblings of Tian
5. Walls of the Emperor
6. Under the Same Sky
7. Farewell
8. Huanghun
9. Ephemeral
10. End of the Days
11. Requiem